# ツチブタ
ツチブタ (土豚 Orycteropus afer) は、管歯目ツチブタ科ツチブタ属に分類される哺乳類。現生種では本種のみで管歯目ツチブタ科ツチブタ属を構成する。

## 分布
アンゴラ、ウガンダ、エチオピア、エリトリア、ガーナ、カメルーン、ガンビア、ギニアビサウ、ケニア、コンゴ共和国、コンゴ民主共和国、ザンビア、シエラレオネ、ジブチ、ジンバブエ、スーダン、セネガル、ソマリア、タンザニア、チャド、ナイジェリア、ナミビア、ニジェール、ブルキナファソ、ブルンジ、ボツワナ、マラウイ、マリ共和国、南アフリカ共和国、モザンビーク、ルワンダ
サハラ砂漠以南の、アフリカ大陸に分布する。種小名aferは、「アフリカの」の意。

## 形態
全長140 - 220センチメートル。尾長44.3 - 71センチメートル。肩高60 - 65センチメートル。体重40 - 100キログラム。体色は淡黄灰色で、頭部や尾は灰白色や淡黄白色。
耳介は長い。吻は長い。鼻孔は体毛で被われ、土を掘る際に砂塵が侵入しづらくなっている。門歯や犬歯はなく、セメント質で覆われた歯根のない臼歯（小臼歯上下4本ずつ、大臼歯上下6本ずつ）がある。目名Tubulidentataは、臼歯の微細構造に由来する。舌は細長く粘着質で覆われ、唾液腺が発達する。胃の幽門部は筋肉質となっており、咀嚼をしなくても獲物をすりつぶすことができる。これ以外に内臓では真獣類には珍しく（有袋類には普通に見られる）子宮が2つある。
前肢に4本の指、後肢に5本の趾がある。爪は長くスプーン状になり、外縁は鋭い。属名Orycteropusは、「（土を）掘る足」の意で前足で土を掘り後足で土をかき出しながら掘り進むが、極めて力が強く動作が敏捷なため、この時あたかも体が地中に沈んでいくように見えるという。

## 分類
歯が貧弱なことから、かつては貧歯目（現在のアリクイ目（異節目））に分類されていたが、体制が第三紀初めに絶滅した髁節目に似ていることから独立した原始的な有蹄類の「管歯目」として分類され直された。管歯目自体は第三紀の地層からはヨーロッパや北アメリカからも発見されているが、その後それらの地域では絶滅し現在はアフリカのみに生息している。
上述のように古い有蹄類の特徴を持っているため、有蹄類が単系統とされていた当時は猛獣有蹄区（食肉目と有蹄類をまとめたグループ）を5つの上目に分けたうちの古い形態に近い「原蹄上目」唯一の生き残りで、髁節目から分離したものとされていた。
しかし近年の遺伝子解析に基づく研究により、長鼻目、カイギュウ目、イワダヌキ目などとともに、白亜紀のアフリカで分化したアフリカ獣類と呼ばれる系統に属すことがわかっている。
多くの亜種に分ける説があるが、根拠に乏しく亜種の分類は疑問視されている。

## 生態
開けた森林や低木林・草原などに生息する。単独で生活する。夜行性。採食や一時的な隠れ家・住居として巣穴を掘る。出産などに用いられる巣穴とは別に、行動圏内には臨時の際に避難場所となる巣穴をいくつも掘る。古巣は他の動物に利用されたり、野火の際の避難場所を提供している。南アフリカ共和国での発信機を用いた調査では一晩に2 - 5キロメートル以上の距離を移動していたという報告例があり、10時間で15キロメートルを歩いた例もある。一晩で30キロメートルもの距離を歩いた例もある。
乾季には主にアリ類を、雨季には主にシロアリ類を食べる。ある程度大型の虫ではイナゴ類も食べ、飼育下ではひき肉・卵・牛乳・米飯も食べることが確認されており、野生でも糞からある程度は植物質も摂取していることが確認されている。少なくとも、ウリ科キュウリ属の Cucumis humifructus の地中で熟する果実を摂取していることは確認されており、同種は種子の拡散をツチブタに依存する形となっている。嗅覚と聴覚を頼りに獲物を探すと考えられている。前肢で蟻塚を破壊したり地面を掘り返したりし、長い舌を伸ばして獲物を捕食する。主な捕食者はブチハイエナだと考えられているが、チーター・ヒョウ・ライオン・リカオン・大型のニシキヘビ類に襲われることもある。
繁殖様式は胎生。妊娠期間は7か月。1回に1頭の幼獣を産むが、まれに2頭の幼獣を産むこともある。

## 人間との関係
英名Aardvarkは、アフリカーンス語に由来したオランダ語で「地・土のブタ」の意。
肉が美味なため生息地では、食用とされることもある。爪・歯・体毛・皮膚などが装飾品とされたり、薬用になると信じられていることもある。一例としてコンゴ民主共和国では部族によっては歯が魔除けやお守りに、粉末にした体毛が薬用になると信じられていることもある。
分布が非常に広いため、種として絶滅のおそれは低いと考えられている。一方で地域によっては農地開発による生息地の破壊、食用の狩猟などにより、生息数が減少している。1975年のワシントン条約発効時からワシントン条約附属書IIに掲載されていたが、1992年に掲載は抹消されている
日本では静岡市立日本平動物園で飼育下繁殖例がある。
その生息圏はイスラム圏にもおよび、アラビア語でもヒンズィール・ル・アルドゥ（大地の豚）と呼ばれている。系統的には一般の豚とはかけ離れているが、ツチブタも豚の一種と考えられ、イスラム圏では普通の豚同様、その食用が禁忌される。（仮に豚ではないと解釈されても、ツチブタのような肉食動物を食用にすることはイスラムでは禁じられている。）
古代エジプトの神、「セト」の頭部はツチブタとされる。

## 画像

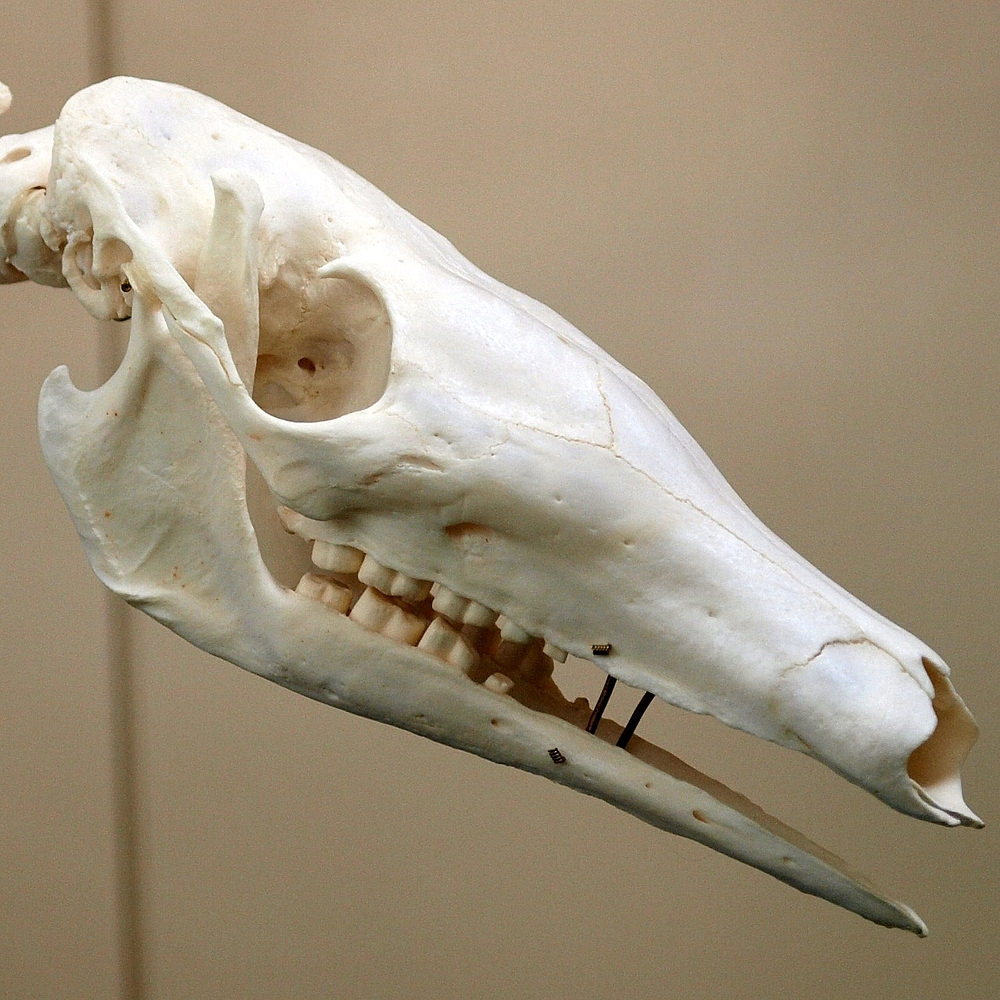
頭骨
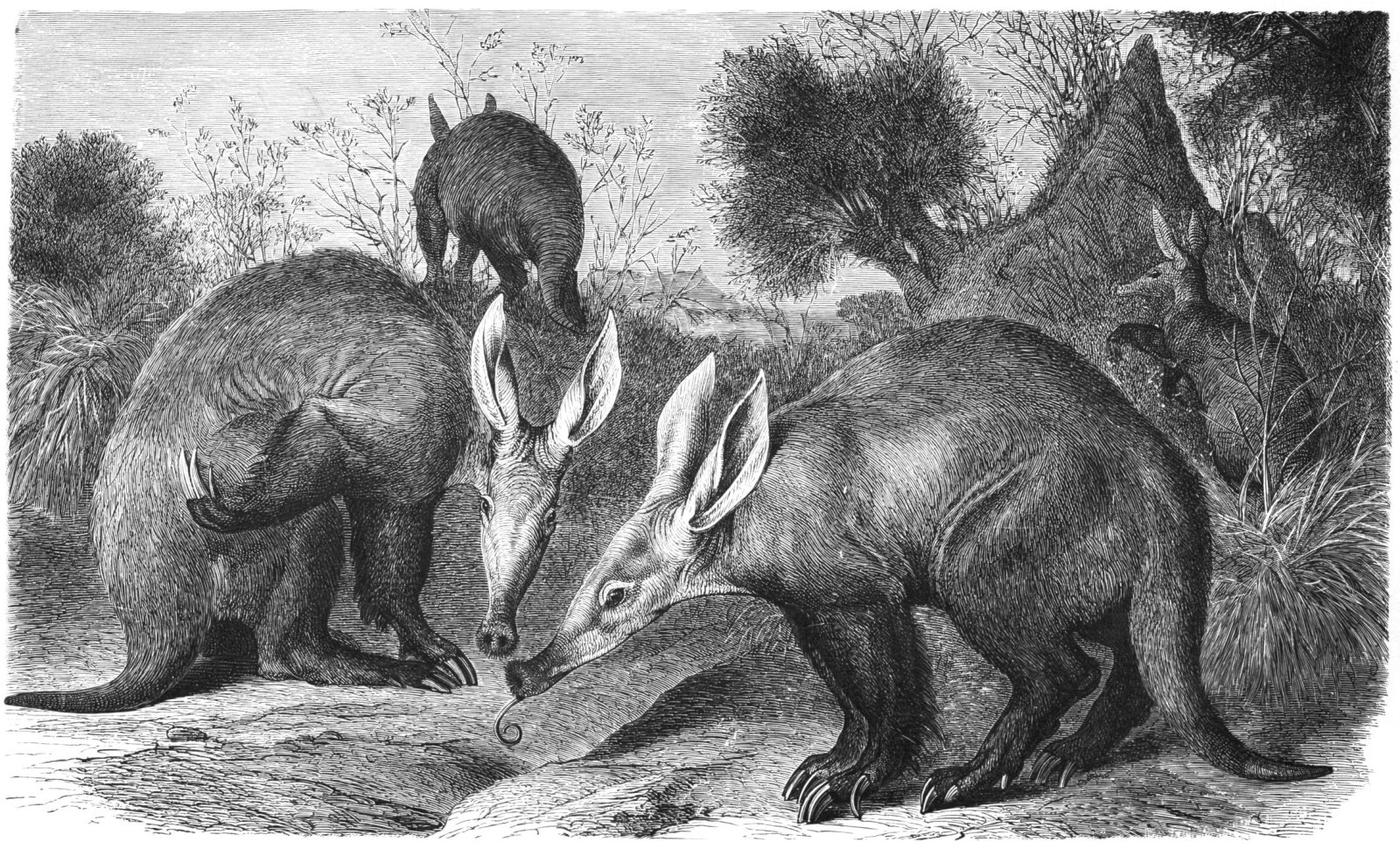
イラスト